# Eldspett
Eldspett (Campephilus rubricollis) är en fågel i familjen hackspettar inom ordningen hackspettartade fåglar.

## Utseende och läte
Eldspetten är en stor hackspett i rött och svart. Båda könen har rött på huvud, hals och undersida, svart på rygg och vingar samt en ljus näbb. Hanen har en liten vit öronfläck medan honan har en vit strimma som sträcker sig från näbbroten till under ögat. Arten skiljs från andra hackspettar genom det röda på hals och undersida samt avsaknad av vita teckningar på halsen. Bland lätena hörs nasala "ng-kah" och revirhävdande dubbla knackningar.

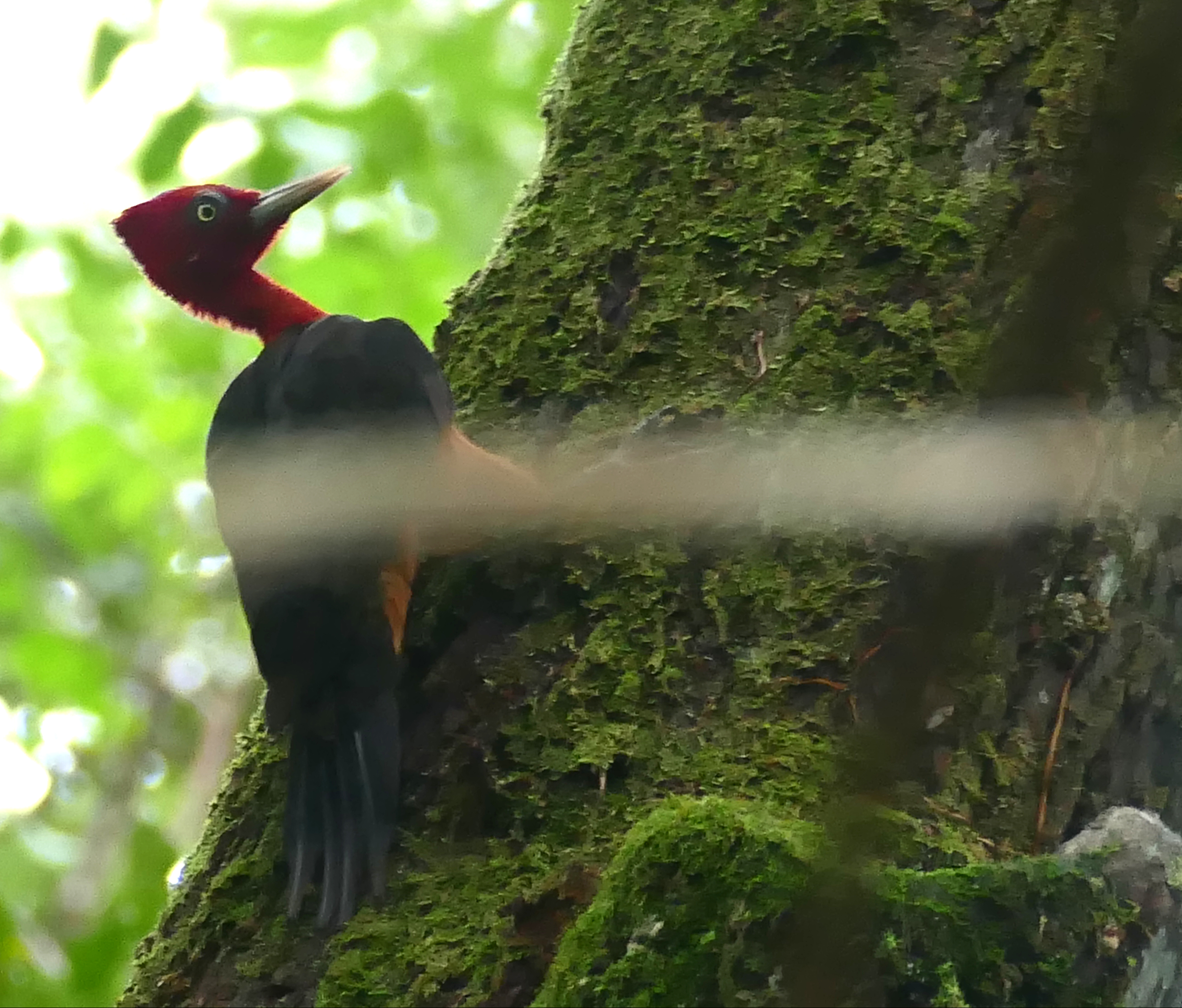

## Utbredning och systematik
Eldspett delas in i tre underarter:
- C. r. rubricollis – förekommer i östra Colombia och från östra Ecuador till södra Venezuela, Guyana och norra Brasilien
- C. r. trachelopyrus – förekommer i nordöstra Peru, norra Bolivia (La Paz) och västra Brasilien söder om Amazonområdet
- C. r. olallae – förekommer från Brasilien söder om Amazonområdet till Bolivia (Cochabamba)

## Levnadssätt
Eldspetten hittas i högvuxen regnskog. Ibland ses den även vid skogsbryn och ungskog. 

## Status och hot
Arten har ett stort utbredningsområde, men tros minska i antal, dock inte tillräckligt kraftigt för att den ska betraktas som hotad. Internationella naturvårdsunionen IUCN listar arten som livskraftig (LC).